# عبد الله بن سليمان المزروع
عبد الله بن سليمان بن سلامة المزروع (1902 - 8 ديسمبر 1965 / 1320 هـ - 15 شعبان 1385 هـ)، كاتب ومسؤول حكومي سعودي من أهل القرن الرابع عشر الهجري/ العشرين الميلادي.
ولد بالأحساء ونشأ بها في عائلة نجدية تميمية، تعلم في كُتّابها، وحفظ القرآن. أخذ مبادئ عن عيسى بن عبد الله بن عكاس ثم انتقل مع والده إلى بحرين ودخل مدرسة نظامية وتعلم فيها. ثم صار يتجول في بلدان الخليج، وزار الهند وتعرف على بعض الشخصيات والأدباء. وقد اهتم بجمع كتب ومجلات في رحلاته. دخل المدرسة المباركية في الكويت، وبعد انتهاء الحرب النجدية الحجازية ذهب إلى الحجاز، واتصل بعلمائها، فكان من جلساء عبد الله بن حسن آل الشيخ، وعبد الله بن عبد الرحمن بن جاسر وسليمان بن عبد الرحمن بن حمدان وغيرهم. كان له عناية بالتاريخ والأنساب، وله رحلات إلى مصر ومجالسة الأدباء فيها. شغل عدة مناصب حكومية بعد توحيد المملكة العربية السعودية منذ 1926 وعمل كمستشار إعلامي ومتخصص في العلاقات العامة. حقّق له فهد بن عبد الله السماري كتابه ونشره بعنوان رحلاتي في سنة 2020.

## أسرته ونسبه
هو عبد الله بن سليمان بن سلامة بن حمد بن محسن، المزروع. وآل مزروع أسرة ينتهي نسبها إلى بني عمرو بن تميم العدنانية. كانت أسرته تقيم في بلدة قفار في الحائل فانتقل جدهم إلى روضة سدير فأنشأها وكثروا فيها، ومنها تفرقوا في بلدان نجد والأحساء. وأسرته كانوا ممن استقر في بلدة منفوحة قرب الرياض، إلا أن والده كان يتجول فانتقل إلى الأحساء واستقر فيها.

## ولادته وسنواته الأولى
ولد عبد الله المزروع في الأحساء سنة 1320 هـ/ 1902 م. توفيت والدته وهو صغير فكلفته جدته لأمه وربّته. هذا مع وجود خاله حسن بن محمد المزروع، الذي أولاه عناية تامة أيضًا.

## تعليمه ورحلاته
دخل عبد الله المزروع كتاتيب الأحساء ومنها كتّاب «عبد الرحمن المسلم»، فحفظ فيه القرآن. كما أخذ مبادئ العلوم عن عيسى بن عكاس، قبل مغادرته الأحساء حدثت معركة الأحساء 1913. ثم انتقل مع والده إلى البحرين، فدخل فيها بمدرسة نظامية وتعلم حسن الخط وأنواعه والحساب.

ثم صار يتجول في بلدان الخليج ويكثر زيارات الهند وأتقن الأوردية، وفي كل تجواله يتعرف على الشخصيات والأدباء والشعرا. فدخل المدرسة المباركية في الكويت، واتصل بمؤرخ عبد العزيز الرشيد ويوسف بن عيسى القناعي. وصار له زمالة مع عبد الله الأحمد الجابر الصباح، ومحمد بن عبد الله بن عيسى آل خليفة.

بعد انتهاء الحرب النجدية الحجازية في عام 1343 هـ/ 1924 م، ذهب إلى الحجاز واتصل بعلماء مكة وأدباءها وصار له زمالة بحث مع حمد الجاسر وأحمد عبد الغفور عطار وحسن عواد وعبد الله عبد الغني خياط وأحمد علي أسد الله. ثم اتصل بحلقات العلماء، فكان من جلساء عبدالله بن حسن آل الشيخ وعبد الله بن جاسر وسليمان بن حمدان وغيرهم.

قام برحلات إلى مصر فجالس وباحث الأدباء من أمثال طه حسين وعباس محمود العقاد وإبراهيم المازني وأحمد أمين وأحمد حسن الزيات وغيرهم.

## مهنته واهتماماته
عاد للعمل في بلاده منذ 1344 هـ/ 1925 م «فكان ذا صلة بكبار رجال الدولة، وكان يشرف على استقبال الوفود ويتولى شؤونهم ويعرضها على ذوي الاختصاص من رجال القصر.»

كان له عناية بالتاريخ والأنساب، فهو الذي أمد ابن عمه عبد العزيز بن مزروع بالمعلومات التي سجلها في كتابه بنو تميم ومكانتهم في الأدب والتاريخ، حتى جمع كتابه من تلك المعلومات في التاريخ والأنساب عن بني تميم وغيرهم.

تقلب في عدة مناصب حكومية.
وفي سنة 1345 هـ/ 1926 م أسند إليه العمل في مكتب المطبوعات بمكة بوزارة الخارجية للاطلاع على ما ينشر في الصحف العربية عن هذه البلاد وأهلها وتقديمه للديوان الملكي. ثم نقل بأمر ملكي لإدارة دار الضيافة ثم انتقل إلى ديوان نائب الملك. عمل في المديرية العامة للإذاعة والصحافة والنشر مراقباً للمطبوعات في مكة إلى أن توفي.

## وفاته
توفي عبد الله المزروع في مكة يوم 15 شعبان 1385  / 8 ديسمبر 1965.

## حياته الشخصية
له أبناء وبنات، منهم أحمد و محمد وعدنان منيره و ساره و فاطمه و فوزيه و أسماء وليلى و نجلاء و وفاء و نجوى 

## مؤلفاته
طبع بعد وفاته عدة مؤلفاته، منها:
- وصايا أساطين الأدب والرياضة للشبان، 1407هـ